# Steinerne Rinne (Happurg)
Koordinaten: 49° 28′ 18″ N, 11° 31′ 31″ O

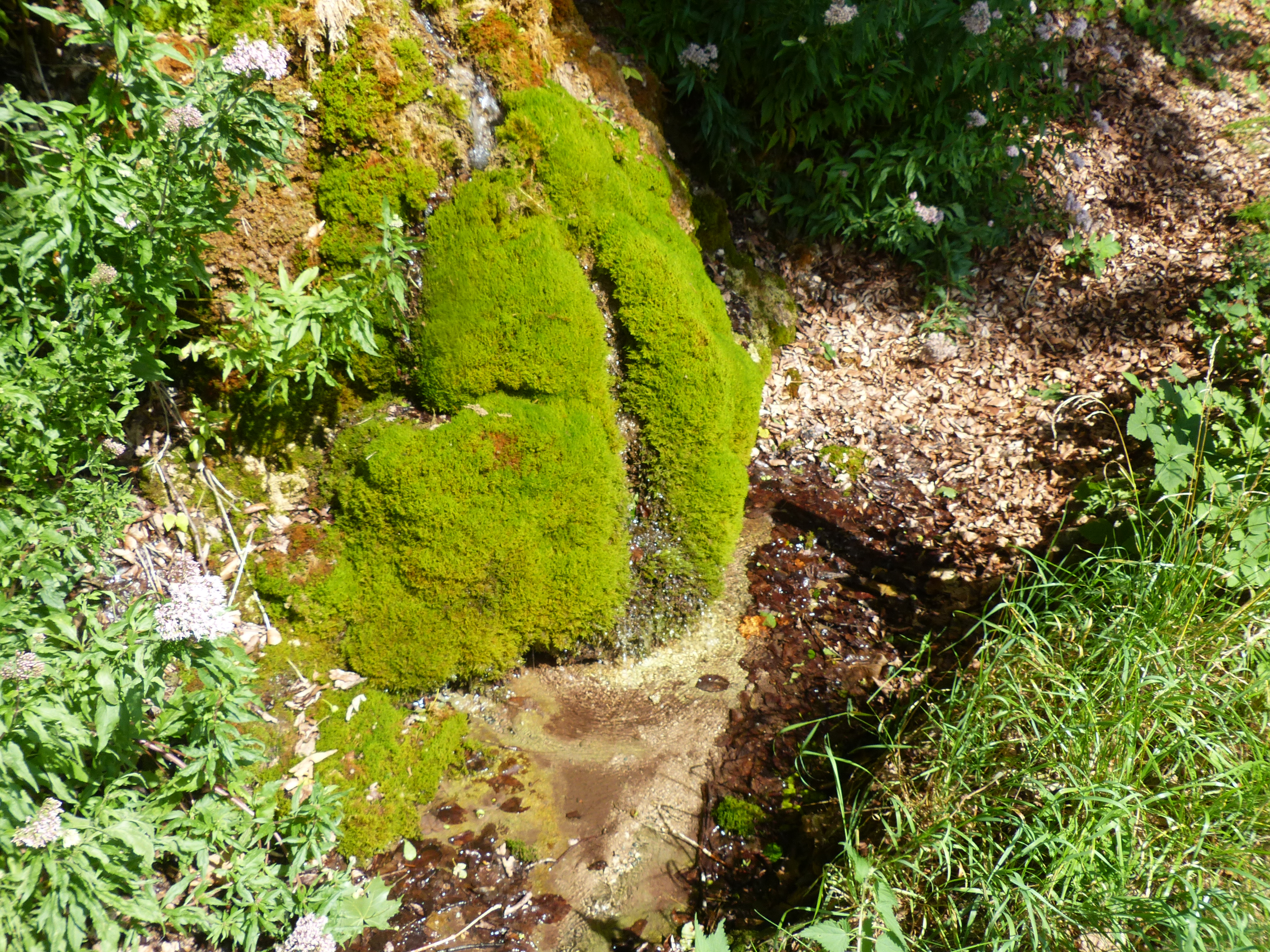
Steinerne Rinne bei Thalheim

Die Steinerne Rinne bei Thalheim ist eine Kalktuffrinne in der Gemarkung Förrenbach der Gemeinde Happurg im mittelfränkischen Landkreis Nürnberger Land in Bayern. Die Kalktuffquelle mit der steinernen Rinne steht aufgrund des Bundesnaturschutzgesetzes § 30 Abs. 2 Nr. 1 + 2 in Verbindung mit dem Artikel 23 des Bayerischen Naturschutzgesetzes sowie der Richtlinie 92/43/EWG nach dem Lebensraumtyp 7220 als Kalktuffquellen unter Naturschutz.

## Lage
Die Steinerne Rinne liegt etwa 1,8 Kilometer nordwestlich des Happurger Gemeindeteiles Thalheim im Landschaftsschutzgebiet Südlicher Jura mit Moritzberg und Umgebung am rechten unteren Talhang des Happurger Bachs unmittelbar rechts der Staatsstraße 2236 in Richtung Happurg. Sie ist auch Bestandteil des Fauna-Flora-Habitat-Gebiets Traufhänge der Hersbrucker Alb (FFH-Nr. 6434-301; WDPA-Nr. 555521544).

## Beschreibung und Entstehungsgeschichte
Die Rinne ist ein Abschnitt des Bettes eines nur 230 Meter langen, insgesamt westlich laufenden Rinnsals am rechten Unterhang des Tales. Hier schüttet auf etwa 420 m ü. NHN die sogenannte Hochholz-Quelle, in der Natur sind es zwei kleinere Quellen nahe beieinander. Das abfließende Wasser wurde am Oberlauf bei einer Hütte aufgestaut, danach wechselt es die Richtung und fließt flach den Hang hinab; hier hat es auf einer Länge von etwa 50 Metern zahlreiche kleinere Sinterterrassen geschaffen. Etwa 120 Meter unterhalb der Quellen beginnt dann kurz vor der Straße die etwa 15 Meter lange, bis zu 60 Zentimeter hohe, moosbewachsene Kalktuffrinne, die an einer etwa 3 Meter hohen Steilstufe liegt. Danach unterquert das Wasser in einem Rohr die Staatsstraße und mündet schließlich nach weniger als 100 Metern auf über 380 m ü. NHN in den Happurger Bach.
Die Rinne ist relativ jung und glich bis vor einigen Jahren mehr einer Sinterterrasse. Sie ist nahezu naturbelassen.

### Geologische Situation

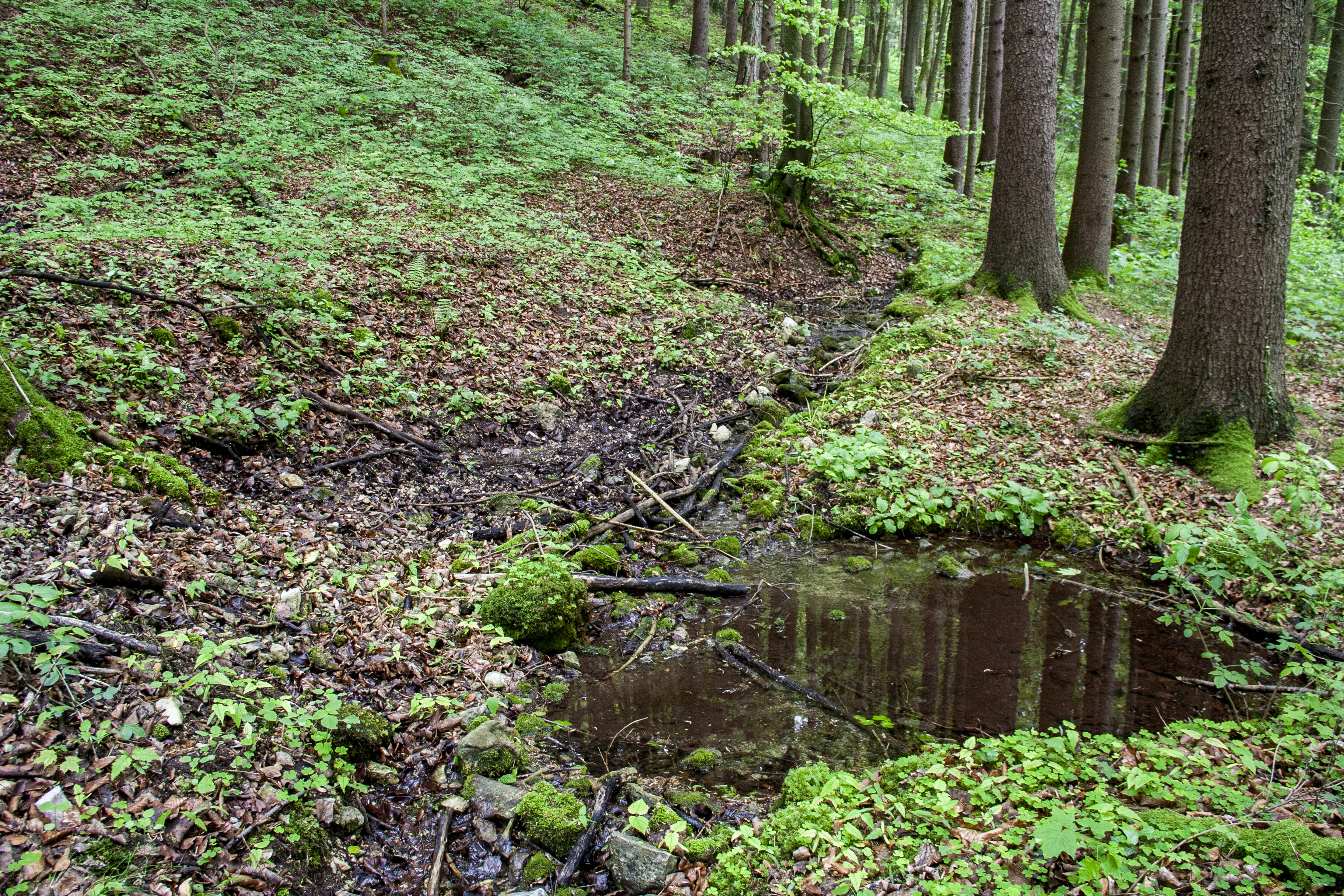
Der Quellbereich der Steinernen Rinne: Die Hochholz-Quelle

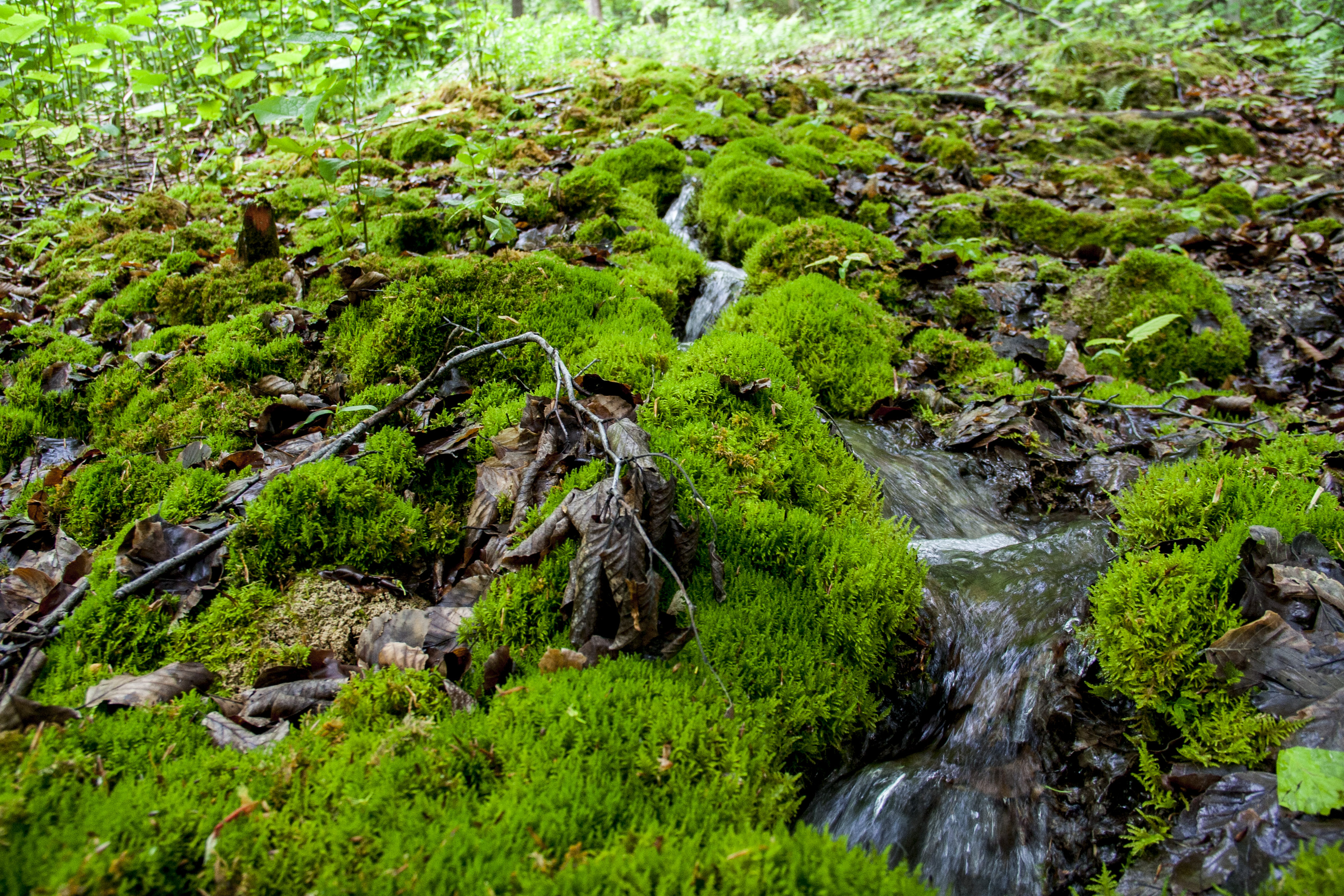
Kalksinterterrassen mit Starknervmoos-Polster

Der Quellhorizont ist als Stauquelle an der geologischen Schichtgrenze des Eisensandsteins (Dogger Beta) zum unterlagernden Opalinuston (Dogger Alpha) ausgebildet. Aufgrund der geringeren Durchlässigkeit bildet der Opalinuston einen Grundwassergeringleiter, an dessen Top sich das Grundwasser staut und als schüttungsarme Quelle zu Tage tritt. :94ff. Im gesamten Tal bildet diese Schichtgrenze den sogenannten Dogger-Quellhorizont. Die Hochholz-Quelle, die für die Bildung der Steinernen Rinne bei Happach verantwortlich ist, hat eine durchschnittliche Schüttung von 10–12 l/s und ist, hydrochemisch betrachtet, eine Calcium-Magnesium-Hydrogenkarbonat-Quelle.
In der Umgebung der Kalktuffquelle am Hochholz kommen verschiedene morphologischen Formen von Kalktuffbildungen vor: Im unmittelbaren Quellbereich findet noch keine nennenswerte Kalkausscheidung statt, im Oberhang tritt Akkumulation von porösen Kalktuffen in Form von Sinterterrassen und Tuffkaskaden auf, während sich im Unterhang eine Kalktuffrinne bildet. Derartige Kalktuffablagerungen entstehen vorwiegend unter Beteiligung von Starknervmoosen (Cratoneuron commutatum), die im Quell- und Bachuferbereich leben und dem Quellwasser durch Photosynthese Kohlendioxid entziehen und dabei petrifiziert werden.
Die lockeren, porösen, gering verfestigten Kalktuffbildungen unter der Beteiligung von Starknervmoosen sind trittempfindlich und aufgrund ihres seltenen Auftretens als prioritäre Lebensräume nach der FFH-Richtlinie klassifiziert.

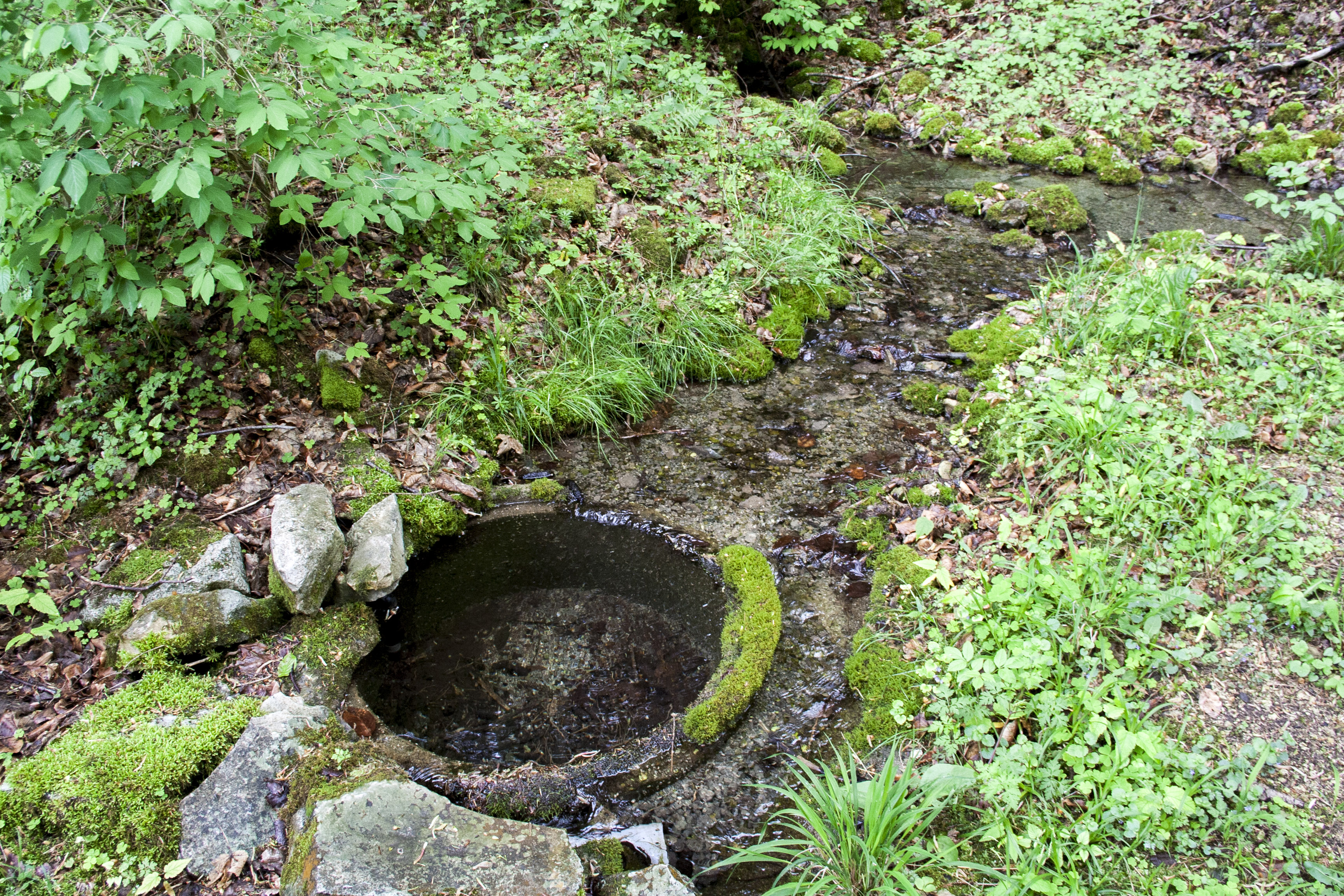
Künstliche Aufstauung
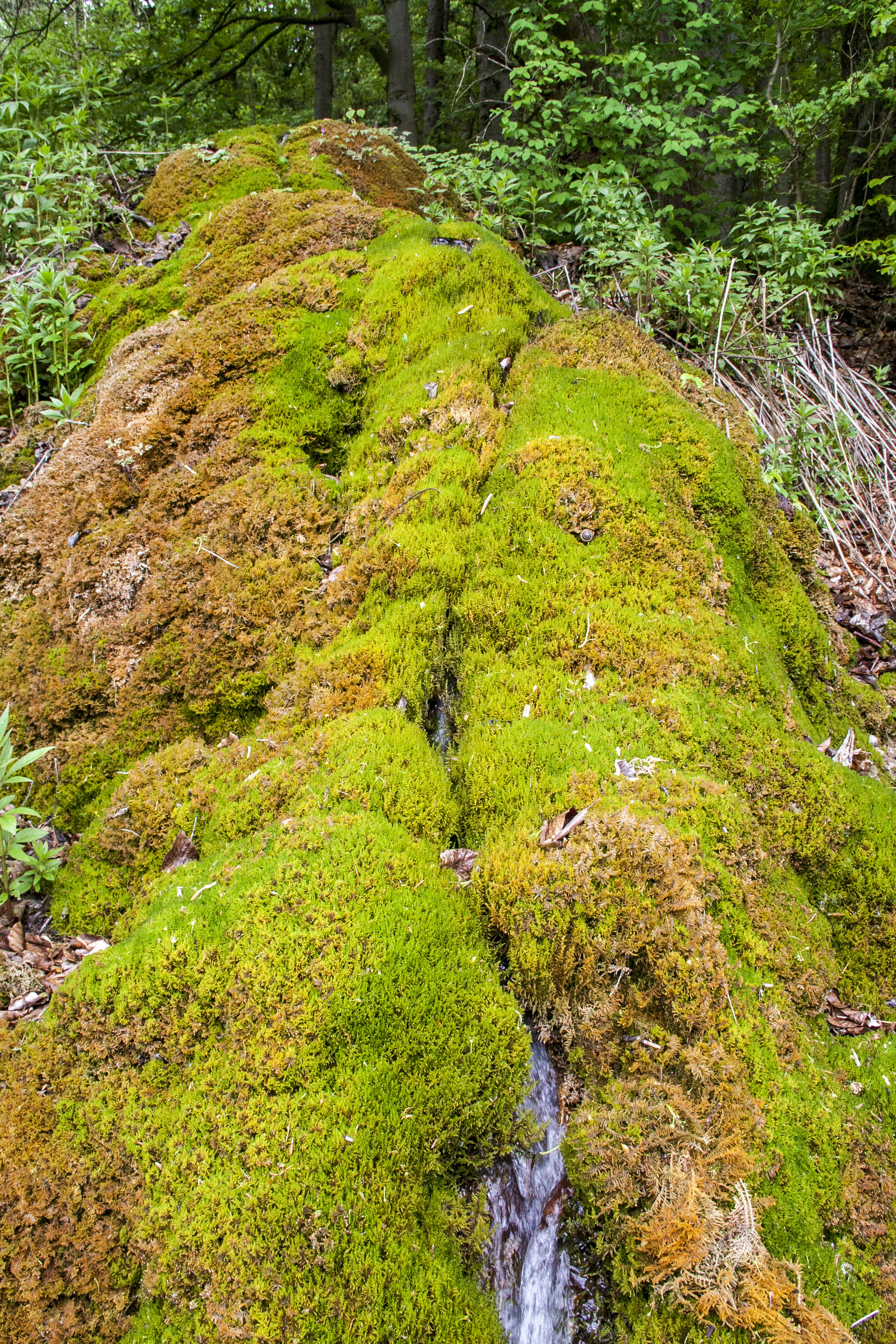
Starknervmoos-Polster
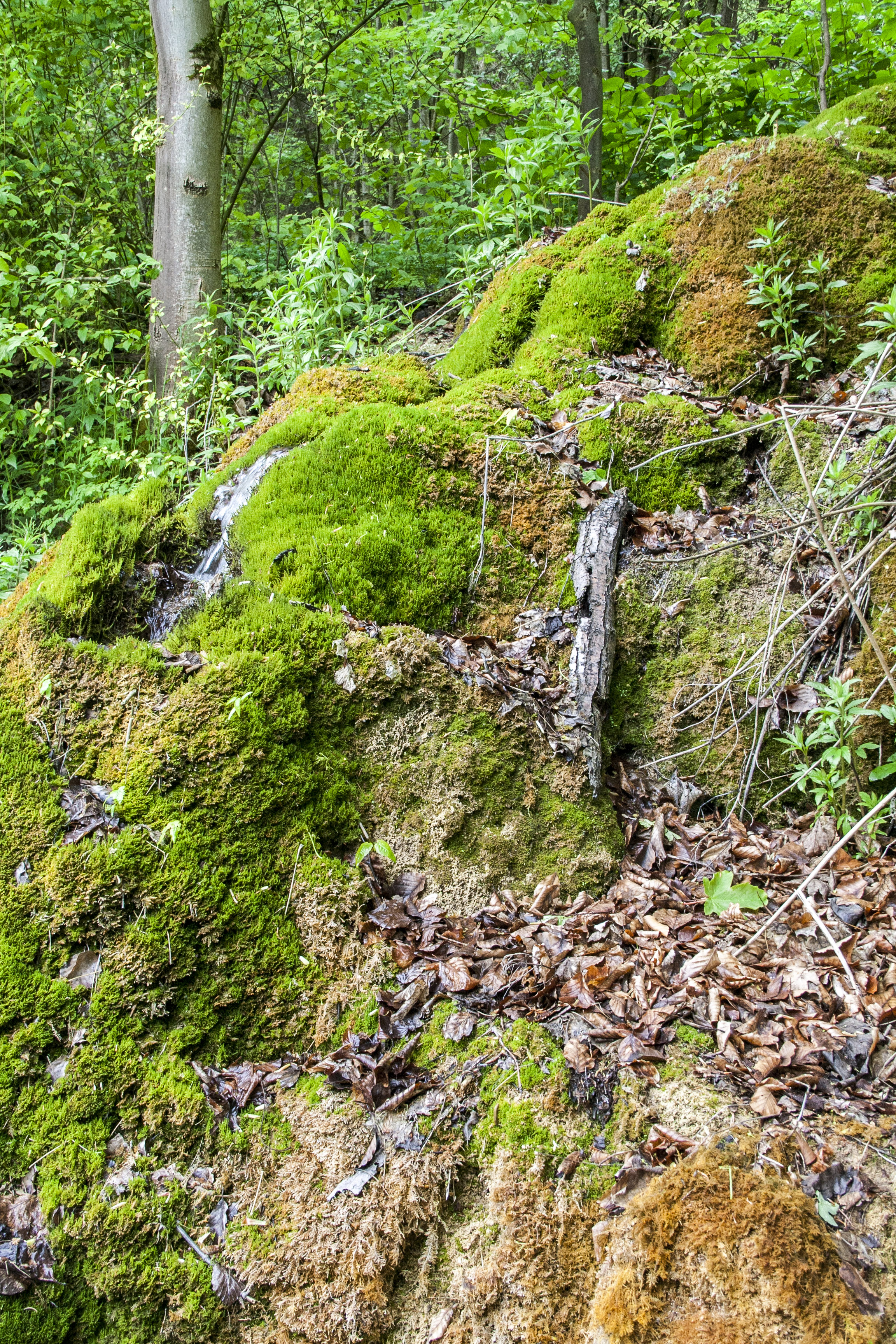
Steilstufe
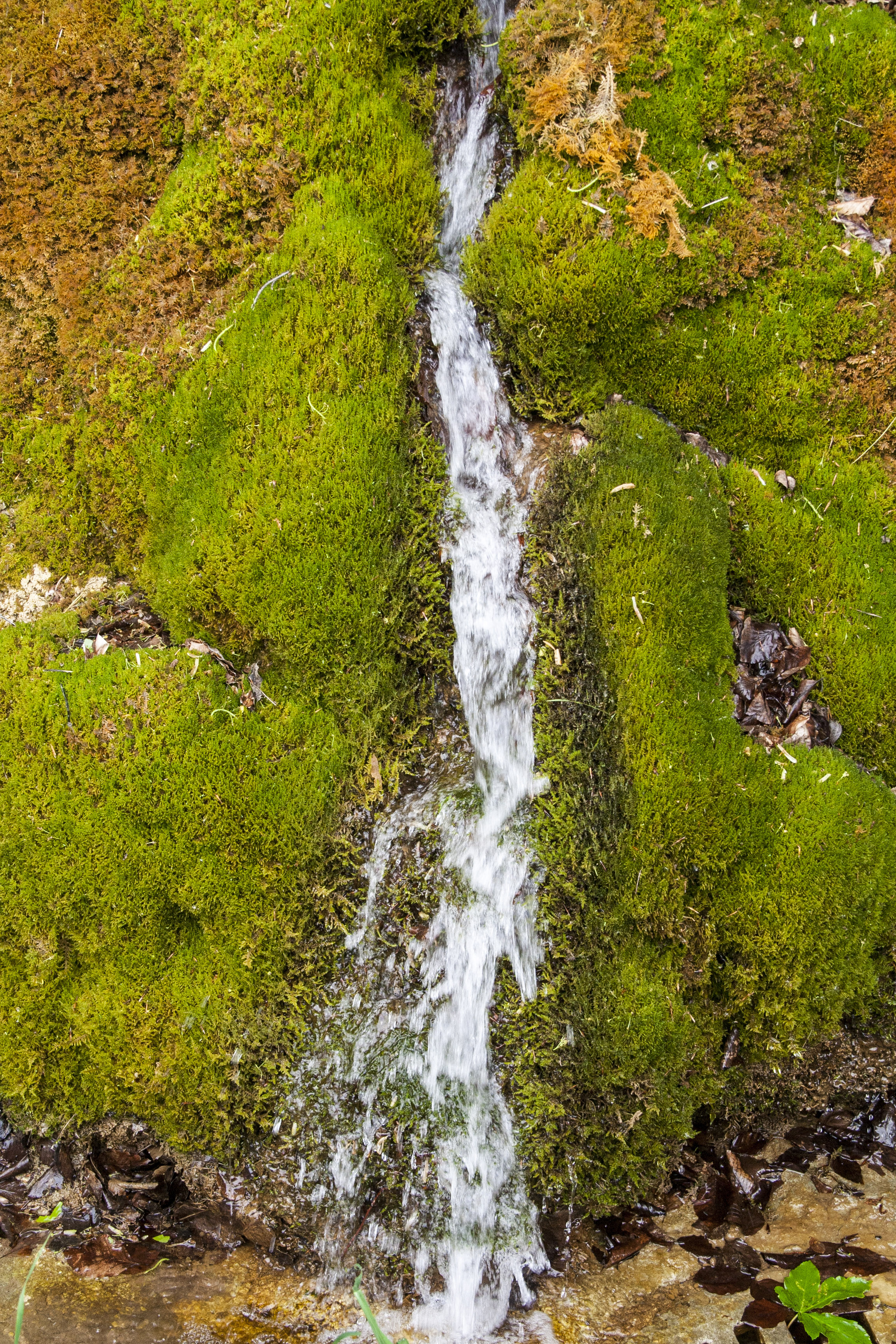
Detailansicht der Rinne